# Bremangers kommun
Bremangers kommun (norska: Bremanger kommune) är en kommun i Vestland fylke i västra Norge. Centralort är tätorten och brukssamhället Svelgen.
Stortingsledamoten och statsrådet Heidi Grande Røys kommer från tätorten Kalvåg i Bremangers kommun. Ordföranden i Bremangers kommun heter Kåre Olav Svarstad och är från byn Dalen på ön Bremangerlandet.
På ön Bremangerlandet, som var den största ön i det tidigare fylket Sogn og Fjordane, ligger Grotlesanden, som är en 1-2 kilometer lång strand längs slutet av ön. År 2006 var den i den nationella tidningen "Dagbladet" utnämnd till Norges finaste strand och om somrarna är den en av Norges mest besökta stränder. På samma ö finns också norra Europas högsta havsklippa, Hornelen, 860 m ö.h.. 
En kustväg är planerad mellan Bergen och Ålesund och ska enligt planen gå genom Bremangers kommun och därmed göra området mera tillgängligt. Planer finns också att lägga Norges största vindkraftverk i kommunen.
Bremangers kommun är känt för sina musikaliska talanger, och Bremanger musikklag och Skolemusikk har nyligen spelat i Grieghallen i Bergen med country-projektet "Frå Cash til Springsteen." I dessa dagar är det också ett stort engagemang inom film, och en ny film med kända skådespelare, såsom Bjarne Ousland och Jenny Skavlan pågår.

## Tätorter
I Bremangers kommun finns två tätorter:
- Kalvåg
- Svelgen (centralort)

Orten Bremanger har tidigare räknats som en tätort men uppfyller inte längre kriterierna.

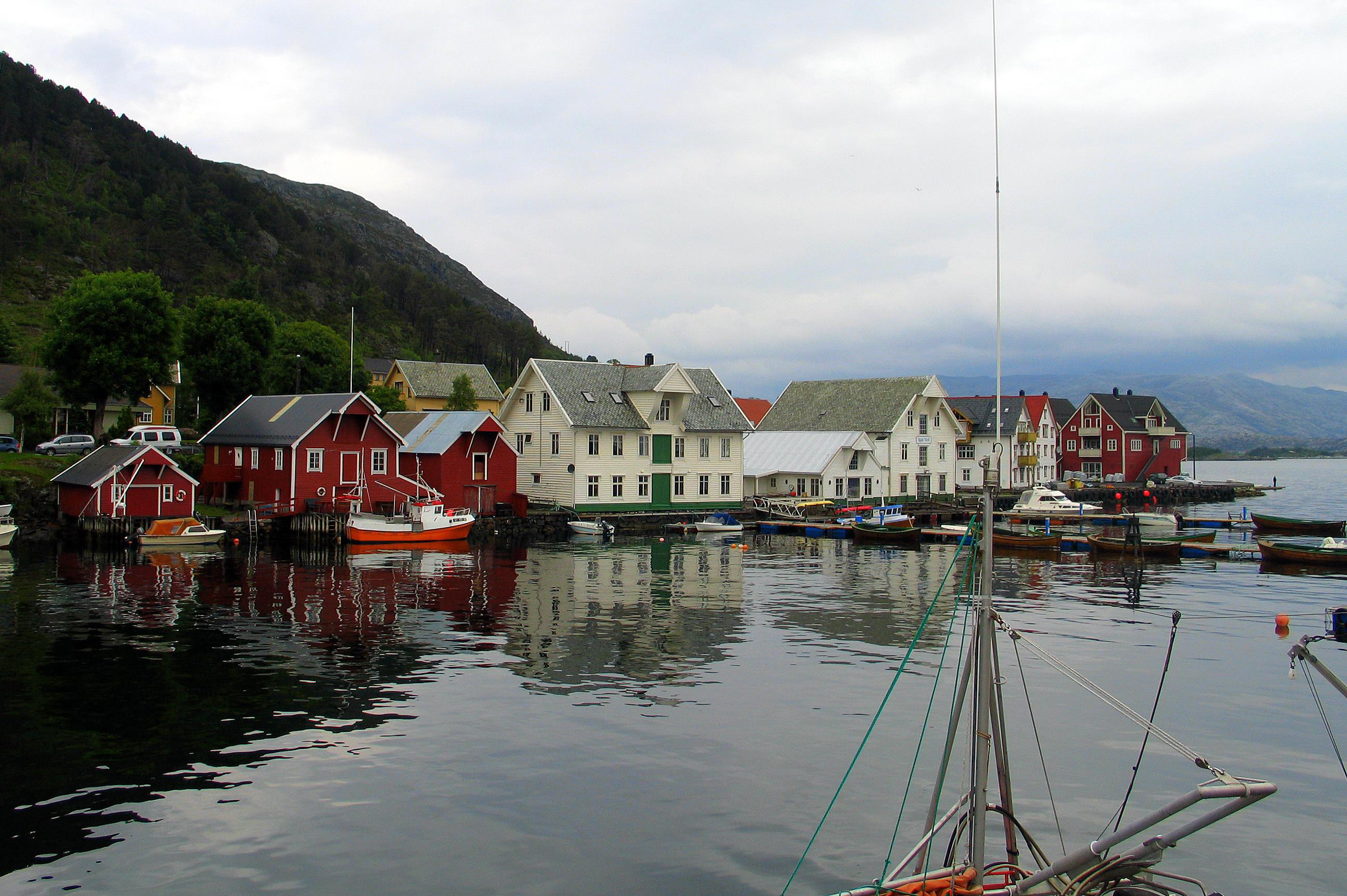
Kalvåg är ett samhälle i Bremangers kommun med cirka 350 invånare.

## Socknar
Inom Norska kyrkan är Bremangers kommun indelad i sju socknar:
- Berle socken
- Bremangers socken
- Daviks socken
- Frøya socken
- Midtgulens socken
- Rugsunds socken
- Ålfotens socken

Socknarna ingår i Nordfjords prosteri i Bjørgvins stift.